# A Celebration
"A Celebration" es una canción del grupo irlandés de rock U2. Fue lanzado como sencillo en 1982, entre la publicación de los álbumes October (1981) y War (1983), sin estar incluida en ninguno de los dos. Ha sido reeditada en dos ocasiones: en 2004, dentro de la compilación digital The Complete U2, y en el bonus disc de la edición remasterizada de October en 2008.
El tema "Trash, Trampoline and the Party Girl" (o "Party Girl") fue incluido como cara B.

## En directo
"A Celebration" debutó en directo a finales de febrero de 1982 y siguió siendo interpretada de modo esporádico hasta que en la etapa previa al War Tour, en el mes de diciembre, se convirtió en un tema recurrente.  Apareció en algunos conciertos iniciales del War Tour entre febrero y marzo de 1983. Su última interpretación en vivo tuvo lugar el 30 de noviembre de 1983, en Tokio.

## Formatos
7": Ireland / WIP6770

| 7": Ireland / WIP6770 |                                        |          |  |
| N.º                   | Título                                 | Duración |  |
| 1.                    | «A Celebration»                        | 2:57     |  |
| 2.                    | «Trash, Trampoline and the Party Girl» | 2:32     |  |

7": Polystar / 7S-69

| 7": Polystar / 7S-69 |                 |          |  |
| N.º                  | Título          | Duración |  |
| 1.                   | «A Celebration» | 2:56     |  |
| 2.                   | «Fire»          | 3:50     |  |

## Listas
| Chart (1982)        | Posición |
| ------------------- | -------- |
| Irish Singles Chart | 15       |
| UK Singles Chart    | 47       |

## Créditos
- Bono: voz
- The Edge: guitarra
- Adam Clayton: bajo
- Larry Mullen: batería